# Juwenalis
Decimus Iunius Iuvenalis, Juwenalis z Akwinu (60–130) – rzymski poeta satyryczny.

## Życiorys
Dane biograficzne są skąpe i niepewne. Urodził się w Akwinie w regionie Lacjum. Był synem (rodzonym lub adoptowanym) bogatego wyzwoleńca. Prawdopodobnie dysponował pewnym majątkiem, ale przez jakiś czas znajdował się w poważnych trudnościach finansowych. Wydaje się, że z tego względu szukał szczęścia w armii. Został oficerem za panowania Domicjana. Nie doczekał się jednak awansu, co napełniło go rozgoryczeniem. Znalazł się na wygnaniu w Egipcie. Powód banicji jest niejasny. Przypuszcza się, że mogło nim być zawarte w jednej z jego satyr stwierdzenie, że ulubieńcy dworu mają większy wpływ na awanse niż zasługi kandydata albo fakt, że obraził wpływowego aktora. Prawdopodobnie poeta przed śmiercią wrócił do Rzymu.

## Twórczość
Juwenalis jest autorem 16 satyr, jednak sławę przyniosły mu trafne powiedzenia. Np. łac. Panem et circenses (Chleba i igrzysk), Difficile est satiram non scribere (Trudno nie pisać satyry), Mens sana in corpore sano (W zdrowym ciele zdrowy duch), Jest szaleństwem i głupotą żyć jak żebrak, aby umrzeć bogatym człowiekiem. Twórczość poety była niedoceniana w starożytności, za to popularna w średniowieczu. Jako pierwszy satyry Juwenalisa tłumaczył na język polski Felicjan Faleński; poza nim również M. Bednorz, Mieczysław Brożek, Józef Korpanty i Jan Sękowski.